# Emmanuel Maquet
Pour les articles homonymes, voir Maquet (homonymie).
Emmanuel Maquet, né le 2 juin 1968 à Dieppe (Seine-Maritime), est un homme politique français.
Membre des Républicains, il est élu député dans la 3e circonscription de la Somme lors des élections législatives de 2017, puis est réélu en 2022.
Il est maire de Mers-les-Bains de 2001 à 2017 et conseiller départemental de la Somme de 2004 à 2017.

## Biographie
Emmanuel Maquet est agent général d'assurance de profession,. Il est élu maire de Mers-les-Bains en 2001 puis conseiller général du canton d'Ault de 2004 à 2015. Il est suppléant du député Jérôme Bignon (UMP) entre 2007 et 2012.
En 2015, à la suite du redécoupage des cantons, il est élu conseiller départemental du canton de Friville-Escarbotin puis nommé 3e vice-président responsable du développement économique et de la création d'emploi.
En 2015, il est président du Syndicat mixte Baie de Somme - Grand Littoral Picard, mandat dont il démissionne en 2017 à la suite de son élection à l'Assemblée nationale.
En janvier 2017, il est investi par Les Républicains et l'UDI pour les élections législatives dans la 3e circonscription de la Somme.
Le 14 mai 2017, pour respecter la loi sur le non-cumul des mandats, il annonce : « Je démissionnerai du département et je deviendrai conseiller municipal de Mers. ». Au conseil départemental, il est remplacé par son suppléant, Emmanuel Noiret.
Il est élu député de la 3e circonscription de la Somme lors des élections législatives de 2017 avec le soutien des partis politiques Les Républicains et UDI,. Il remporte le second tour avec 60,14 % des voix face à Bruno Mariage, investi par La République en marche. Il succède à Jean-Claude Buisine.
Il remet sa démission de maire de Mers-les-Bains en juillet 2017, son mandat prenant fin le 16 juillet 2017 ; des élections municipales ont lieu les 24 septembre et 1er octobre pour désigner un successeur.
En juin 2021, Il est élu conseiller régional des Hauts-de-France sur la liste de Xavier Bertrand (DVD) menée dans la Somme par Brigitte Fouré (UDI).
Durant son mandat de député, il appartient à la Commission du Développement durable et de l'Aménagement du territoire de l'Assemblée nationale. Il se prononce contre ce qu'il appelle la « prolifération des éoliennes ». En janvier 2023, il prend la parole pour s'opposer à la loi relative à l'accélération de la production d'énergies renouvelables, affirmant que les éoliennes participeraient au saccage du territoire et ne permettraient pas la souveraineté énergétique.
Après la dissolution de l'Assemblée nationale le 9 juin 2024, qu'il ressent comme « la bonne décision » après « le cri de douleur et de colère des Français », il se représente aux législatives mais échoue au second tour face au candidat RN Mathias Renault.

## Détail des mandats et fonctions
- Maire de Mers-les-Bains (de 2001 à 2017)
- Vice président de la communauté de communes des Villes Sœurs (fin 07/2017)
- 3e vice-président du conseil départemental de la Somme (fin 07/2017)
- Président du SIVOM de la région d'Ault (fin 07/2017)
- Président du syndicat mixte Baie de Somme - Grand Littoral Picard (fin 07/2017)